# Niżnij Dżengutaj
Niżnij Dżengutaj (ros. Нижний Дженгутай) – wieś w Rosji, w Dagestanie, w rejonie bujnakskim. W 2010 liczyła 7519 mieszkańców, głównie Kumyków.

## Urodzeni
- Abdułbasir Battałow – radziecki zapaśnik.